# Loye-sur-Arnon
Loye-sur-Arnon é uma comuna francesa na região administrativa do Centro, no departamento Cher. Estende-se por uma área de 33,67 km². Em 2010 a comuna tinha 307 habitantes (densidade: 9,1 hab./km²).